# Similou
Similou er en svensk electronica-duo fra Göteborg.